# フェライトコア

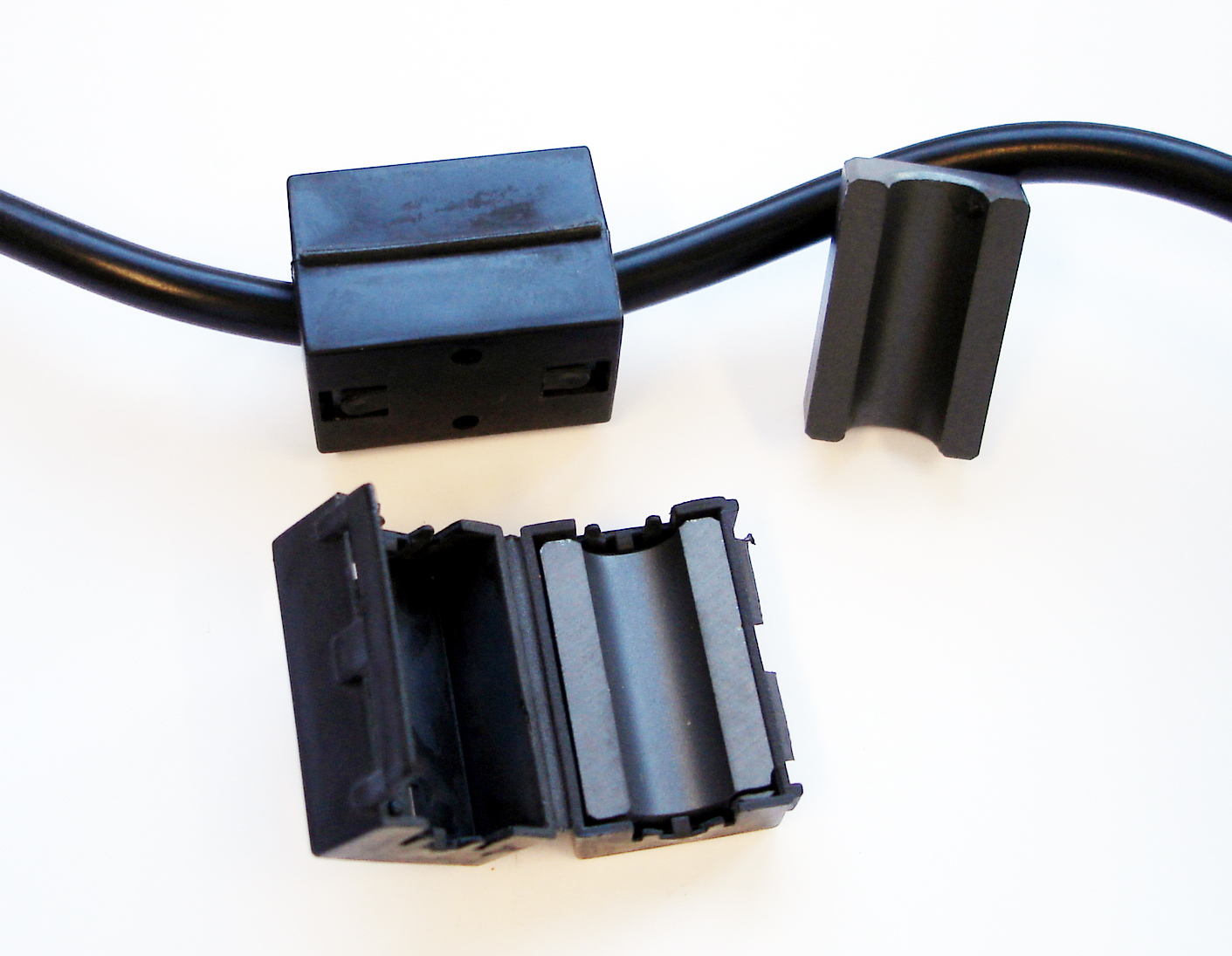
高周波ノイズ低減用のフェライトクランプ

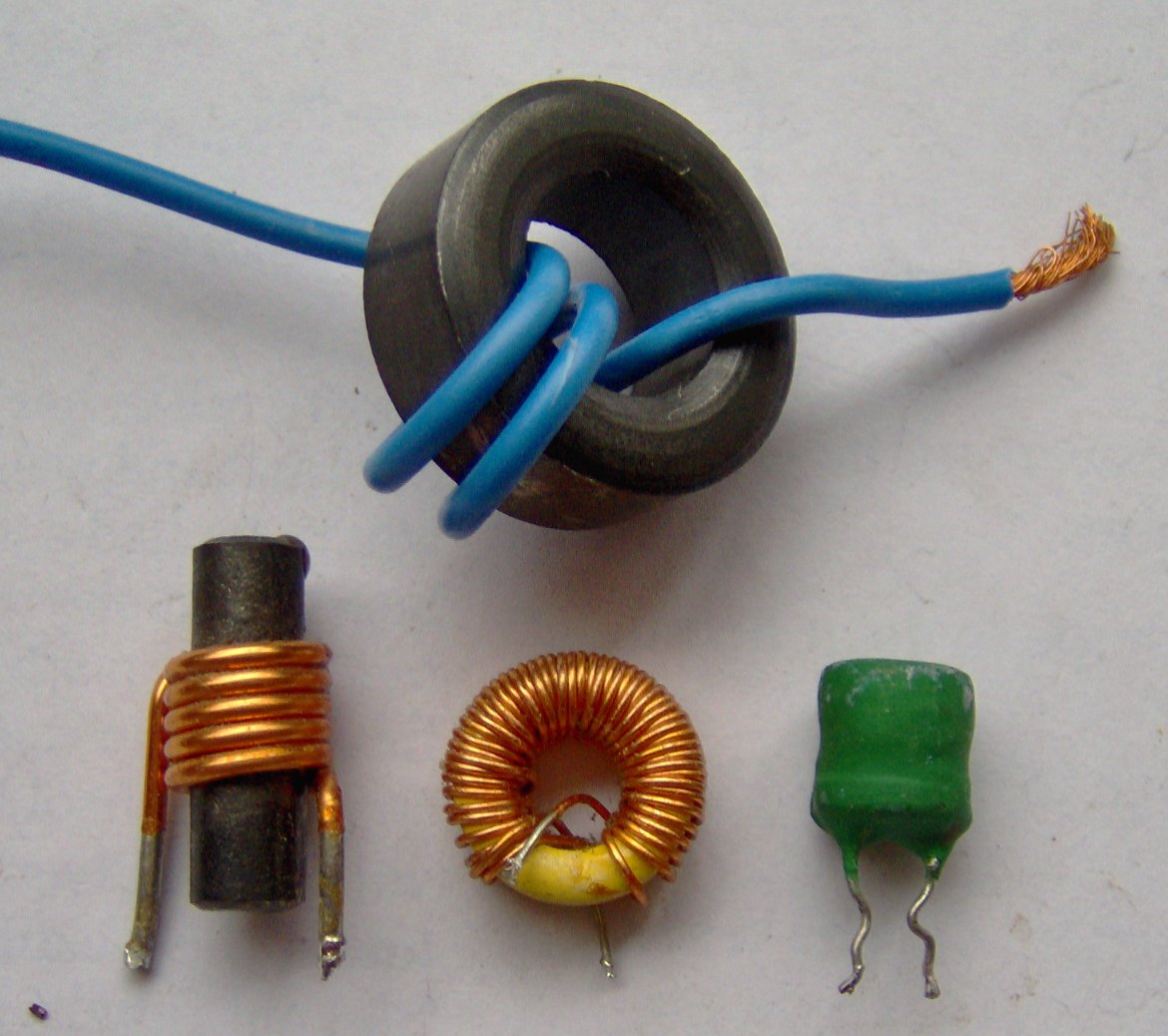
フェライトコア

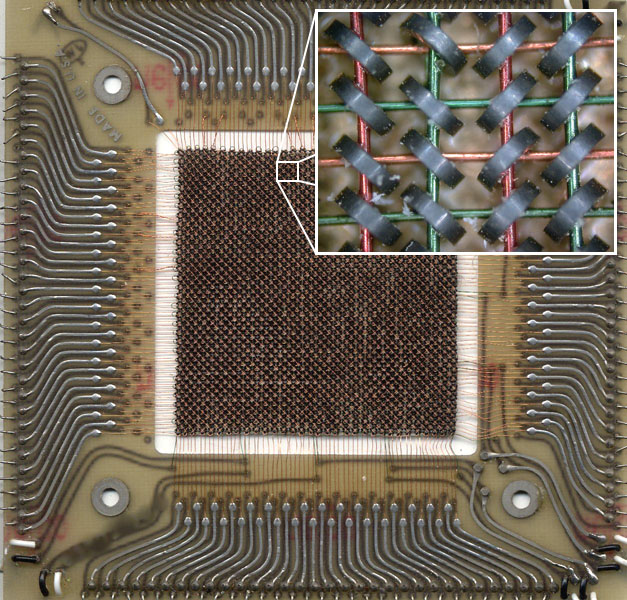
磁気コアメモリ

フェライトコアとはフェライト製の磁性体で、ソレノイドのコアにする棒状のものや、ドーナツ状の円環（トロイダルコア）など多種多様のものがある。物性的には、軟磁性のものがインダクタのコアや変圧器として、またノイズフィルターなど多用されている。硬磁性のものの利用例としては磁気コアメモリやその類がある。